# Тијана Палковљевић Бугарски
Др Тијана Палковљевић Бугарски је српска историчарка уметности и музејски саветник, тренутно управник Галерије Матице српске у Новом Саду. Председница је Управног одбора Фондације Нови Сад – Европска престоница културе.

## Биографија

### Младост и образовање
Тијана Палковљевић Бугарски рођена је у Новом Саду где је завршила основно образовање и Гимназију „Исидора Секулић". Студије историје уметности завршила је на Филозофском факултету у Београду 1999. године са тезом „Сликарство Видосаве Ковачевић".

### Академска каријера
Магистарски рад под насловом „Сликарство Миливоја Николајевића" одбранила је 2003. године, док је докторску дисертацију „Галерија Матице српске – слика културног идентитета посредством презентације уметничких дела" завршила 2012. године под менторством проф. др Ненада Радића.

## Професионални развој

### Рад у Галерији Матице српске
У Галерији Матице српске запослена је од 2001. године, првобитно као кустос педагог, да би 2010. године била именована за управницу институције. Под њеним руководством извршена је комплексна модернизација музејских простора и имплементирани европски стандарди у музејској пракси.

### Културни пројекти
Кључни је актер у реализацији пројекта Европске престонице културе где је као председник Управног одбора Фондације координирала више од 1.500 културних догађаја.

## Научни допринос
Објавила је бројне стручне радове из области музеологије и заштите културног наслеђа, са посебним фокусом на српску уметност 20. века. Организовала је преко 50 тематских изложби са пратећим публикацијама које представљају значајан извор за проучавање националне уметничке баштине.

## Признања и награде
Године 2019. одликована је Витешким редом за уметност и књижевност Француске Републике за изузетан допринос у унапређењу културне сарадње између Србије и Француске.